# Il faut saisir sa chance
Singles de Johnny Hallyday
Nous quand on s'embrasse
(1961) Viens danser le twist - Let's Twist Again
(1961)
Il faut saisir sa chance est une chanson de Johnny Hallyday, extraite du premier 33 tours 25 cm et du premier EP Philips, parue en septembre 1961. En décembre, elle clôt l'album Salut les copains.
C'est la première fois que Johnny Hallyday chante Charles Aznavour, auteur du texte sur une musique de Georges Garvarentz. 

## Histoire
Source pour l'ensemble de la section (sauf indications spéciales).
En 1961, Georges Garvarentz écrit la musique du film de Max Pécas Douce Violence. Pour le film il compose également deux chansons : la ballade Douce violence (sur des paroles de Clément Nicolas) et Il faut saisir sa chance écrite par (son beau-frère) Charles Aznavour, un rock agressif musicalement et optimiste du point de vue du texte, qualifié par Jean-William Thoury d'« Himalaya du rock'n'roll en français ».
Lorsque Charles Aznavour a écrit les paroles de Il faut saisir sa chance, il ne connait pas (encore) le nom de son interprète. En cette période, Georges Garvarentz est très enthousiasmé par le rock'n'roll et quelques chanteurs de la nouvelle génération, mais malgré « les sollicitations de son beau-frère, Aznavour refuse d'écrire pour un rockeur. », aussi lorsqu'il confie le texte au compositeur espère-t-il une musique russe.
Pugnace, Georges Garvarentz remet le texte à Johnny Hallyday, qui l'enregistre à Londres début septembre. Quelques jours plus tard, Garvarentz fait écouter le disque à Charles Aznavour. Séduit, il ne tarde pas à prendre « sous son aile » la jeune vedette, l'aide dans la préparation de son premier Olympia (dont la première imminente est prévue pour le 20 septembre) et lui prodigue quelques conseils quant à l'évolution de sa carrière et le choix de son répertoire, afin qu'il séduise un plus vaste public.
Il faut saisir sa chance évoque le conflit entre les générations. Le thème n'est pas vraiment nouveau pour Johnny Hallyday, qui déjà l'aborde, mais de façon plus légère, dans la chanson Ce n'est pas méchant (voir l'album Nous les gars, nous les filles) :
« Parc'qu'ils sont au seuil de la vie

Parce que tout, tout leur sourit

Les jeunes parfois font du chahut

Ils se bousculent dans la rue

Moi je vous le dis simplement

Ce n'est pas méchant

[...]

Parmi les gens plus âgés

Qui leur donnent tort

Il en est en vérité

Qui font bien plus fort

Et on se demande à les voir parfois

Faire la nouba

Si les jeunes c'est bien ce que l'on croit

[...] »
(Texte Jil et Jan, extraits)
Si le texte d'Aznavour a en commun avec Ce n'est pas méchant d'être résolument optimiste quant à l'avenir, il est aussi plus mature et offre à Johnny Hallyday sa première chanson « adulte ». Une chanson d'auteur qui contribue au changement d'image de la jeune vedette (nouvelle recrue de la maison de disque Philips), qui sous la houlette de son (nouveau) imprésario Johnny Stark, cherche à modifier son image car si « la violence du rock attire les teenagers, elle rebute les aînés » et lui ferme les portes de la reconnaissance. 
« Tu m'as donné la vie par esprit de famille

Travaillé nuit et jour pour forger mon destin

Oubliant les amis, le bon temps et les filles

Pour que dans l'avenir je devienne quelqu'un

Il faut saisir sa chance quand elle passe

Il faut saisir sa chance quand elle vient

On ne sait pas d'avance quand elle passe

Par où elle commence, d'où elle vient

[...]

Les années malgré toi m'ont fait un caractère

Et tu ne comprends pas que ceux qui ont vingt ans

Font les mêmes erreurs que toi tu fis naguère

Et tu as l'impression d'avoir perdu ton temps

[...]

Je veux lancer au ciel comme un défi le cri de mes vingt ans

Le cri de la jeunesse, le cri de la jeunesse

Qui veut défier le temps

[...] »
(Texte Charles Aznavour, extraits)
Quelques mois plus tard, une autre chanson d'Aznavour-Garvarentz, la ballade Retiens la nuit « enfonce le clou » et apporte à Johnny Hallyday un public plus large encore...

## Sessions d'enregistrement et musiciens
Nota : source pour l'ensemble de la section (sauf indication spéciale) :
Les séances d'enregistrement se déroulent du 5 au 12 septembre, à Londres au studio Fontana, sous la direction de Lee Hallyday et Jack Barverstock.
Musiciens :
- Joe Moretti : guitare solo
- Big Jim Sullivan : guitare rythmique
- Brian Locking : basse
- Andy White[5] : batterie
- Clive Powell, Georgie Fame : piano
- Jean Tosan : saxophone

## Discographie
20 septembre 1961 : 
- super 45 tours Philips 432 592 BE[6] : Nous quand on s'embrasse, Tu peux la prendre, Il faut saisir sa chance, Douce violence
- 45 tours promo Philips B 372 902 F[7] : Il faut saisir sa chance, Douce violence
- 33 tours 25 cm Philips (B 76.534 R édition mono / 840.926 édition stéréo[6]) Viens danser le twist

1er décembre 1961 : 
- 33 tours Philips (édition "de luxe" B 77374L "édition de luxe" / B 77374L "édition courante" et/ou seconde édition 844831[8]) Salut les copains

Discographie live :
- 1961 : Johnny Hallyday à l'Olympia (resté inédit jusqu'en 2012)

## Réception et postérité
La chanson Il faut saisir sa chance est reprise en 1964 par Hector et les Médiators dans le film Cherchez l'idole de Michel Boisrond. Le guitariste Mick Jones (pas encore accompagnateur de Johnny Hallyday) est à la guitare. Johnny Hallyday, qui participe également au film, interprète une autre chanson d'Aznavour-Garvarentz Bonne chance (voir la BOF Cherchez l'idole).